# Nome de trono

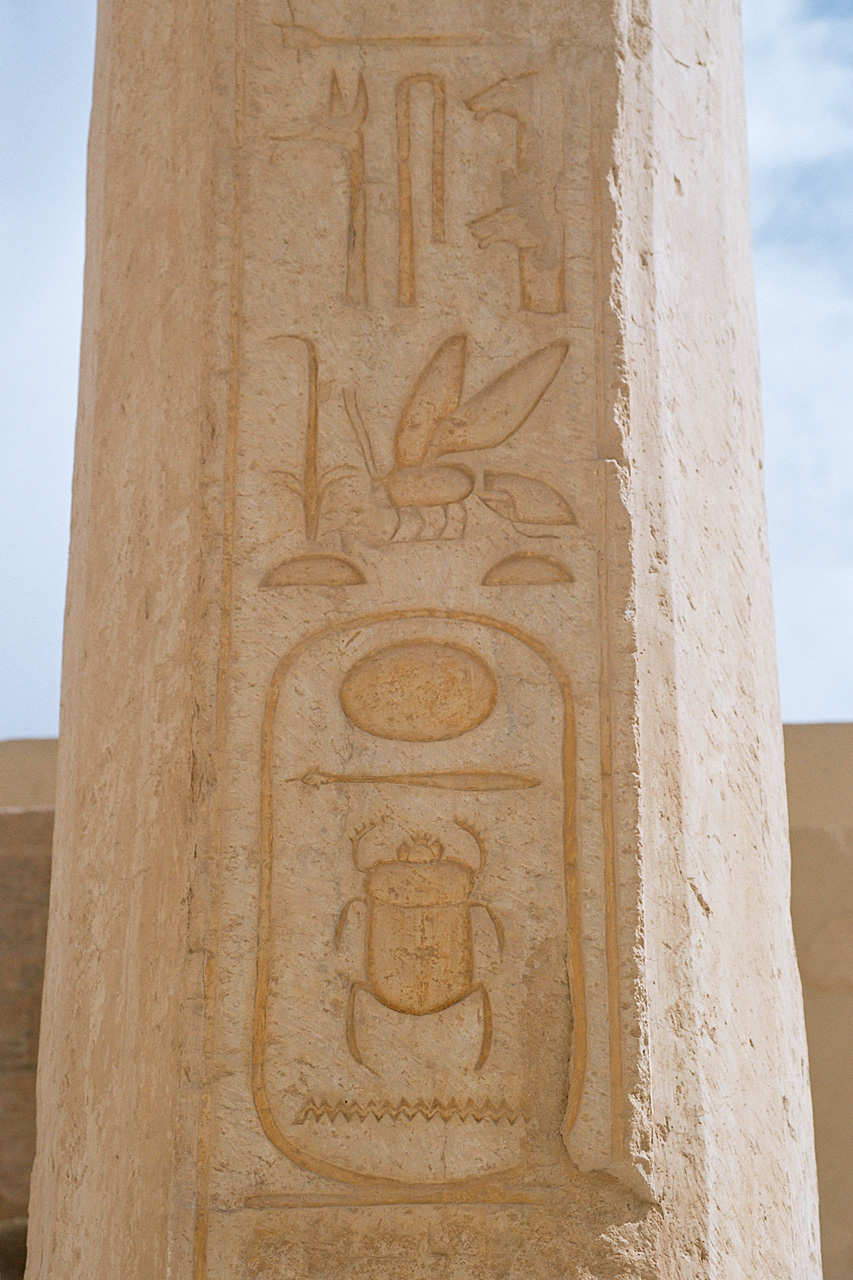
Nome de Nesut-Biti de Tutemés II, em Deir Elbari

Nome de trono, igualmente chamado nome de nesute-biti ou mesmo prenome, era um dos vários nomes pelo qual era conhecido o faraó adotando-os quando subia ao trono. A palavra nesut-biti (representada pelo junco e pela abelha, ver ao lado) significa o senhor das duas terras, com a abelha fazendo referência ao Baixo Egito e o junco ao Alto Egito.

## História
Esse título surge em meados da II dinastia com os faraós Setenés, Nefercasocar e Peribessene, tendo sido também usado pela III dinastia. Porém, foi só na IV dinastia que sua utilização se tornou habitual.
Senefuru, primeiro faraó da IV dinastia, preconizou o uso do cartucho rodeando o nome real e substituindo o então Nome de Hórus, muito utilizado àquela época como principal título do faraó.
No Império Médio, nas dinastias XI e XII, os faraós recebiam 4 títulos quando ascendiam ao trono, formando assim com o nome de nascimento 5 nomes reais. Eram eles: Nome de Hórus, Nome de Hórus de Ouro, Nome de Nebti, Nome de Nesut-biti e Nome de Sa-Ré. Porém a maneira mais oficial de representação era o Nome de Nesut-biti, sendo utilizado mais frequentemente nas listas reais.

## Exemplos
| nswt&bity |

| nswt&bity |

| ←N5 | F12 | C10 | N35→ |

| ←N5 | F12 | C10 | N35→ |

| nswt&bity |

| nswt&bity |

| ←N5 | F35 | L1 · Z2 | N5 | N35→ |

| ←N5 | F35 | L1 · Z2 | N5 | N35→ |